# 美国国家安全战略
国家安全战略（英語：National Security Strategy）是由美國聯邦政府定期發佈的文件，行政机关在文件中列出了美国的国家安全问题以及政府打算如何应对这些问题。该文件的合法性由戈德华特-尼科尔斯法案授予。该文件中的內容比較籠統，具體內容和實施依賴於其他配套文件（如美国国家军事战略）。